# 창원 청룡대 각석
창원 청룡대 각석(昌原 靑龍臺 刻石)은 대한민국 경상남도 창원시 진해구 가주동에 있는 바위이다. 1997년 12월 31일 경상남도의 기념물 제188호로 지정되었다.

## 현지 안내문
청룡대는 통일신라 후기의 대학자인 최치원 선생이 세상을 피해 지리산에 들어가기 전 낚시를 즐기던 곳이라 전하고 있다.
바위에 '청룡대치원서(靑龍臺致遠書)'라는 글자를 새겨 놓았는데, 글씨체로 보아 최치원의 친필로 여겨진다. 최근 후손들에 의해 이를 기리는 청룡대비(靑龍臺碑)가 건립되었다.
당시에는 이곳에 밀물과 썰물이 드나들었다고 하나, 지금은 뭍(육지)으로 변하였다.

## 참고 자료
- 창원 청룡대 각석 - 국가유산청 국가유산포털